# Matti Alamäki
Matti Alamäki, né le 28 novembre 1956 à Pori (région de Satakunta), est un pilote automobile finlandais de rallycross durant les années 1980.

## Biographie
Il commence sa carrière par des courses sur glace en 1978 et 1979 (double champion de Finlande sur Porsche), et par des courses de voiture de tourisme (deuxième en 1978 du Groupe 1 et <1.6L. du championnat finnois sur Sunbeam Avenger).
Il débute en rallycross en 1980, terminant dès la fin de cette saison troisième de la Division Grand Tourisme, sur Porsche Carrera. Il obtient par la suite cinq titres de Champion d'Europe de rallycross en catégorie GT. En 1981 sur Porsche 911 SC, en 1985 sur une Porsche 911 bi-turbo 4x4 achetée à Reinhold Joest puis motorisée de façon personnelle), puis trois fois consécutivement entre 1987 et 1989 sur Peugeot 205 T16 E2. Il obtient le total de points le plus élevé possible lors des deux dernières années.
En 1986 et 1987, il finit aussi troisième puis vice-champion en GT, successivement avec la Porsche bi-turbo vieillissante, puis avec une Lancia Delta S4. Il s'est entre autres imposé au circuit de Lydden Hill (en) en 1981 et 1989, et a terminé en tête de plusieurs championnats par équipes avec ses compatriotes Seppo Niittymäki, Jukka Pelttari, Pekka Rantanen, Mauno Jokinen et Jarmo Lähteenmäki.
Il quitte le Championnat d'Europe de rallycross à l'issue de la saison 1989, après avoir détruit sa Peugeot 205 (une rare version Pikes Peak avec châssis allégé et moteur plus puissant) dans une course locale. Il dispute encore une épreuve en Finlande sur la Ford RS200 de Martin Schanche en 1991.
Au niveau national, Matti Alamäki a été quatre fois champion de Finlande de rallycross, en 1986, 1987, 1988 et 1990, et a obtenu le titre honorifique de Pilote finlandais de l'année en 1989.
Hors du rallycross, il a pris part en 1986 à la Course de côte du Pikes Peak sur sa Porsche 911 bi-turbo, a participé pour Peugeot Sport au Rallye Paris-Dakar 1991 avec son beau-frère Hjallis Harkimo, et a fini troisième du championnat finnois de Tourisme 2-litres en 1997, sur BMW 320i.
Il a enfin effectué trois saisons dans la Coupe de Finlande Xtreme de 2006 à 2008, sur BMW E36 325i.